# Bernd Lütjen
Bernd Lütjen (* 22. Dezember 1963 in Osterholz-Scharmbeck, Niedersachsen) ist ein deutscher Politiker (SPD) und seit 2013 Landrat des Landkreises Osterholz.

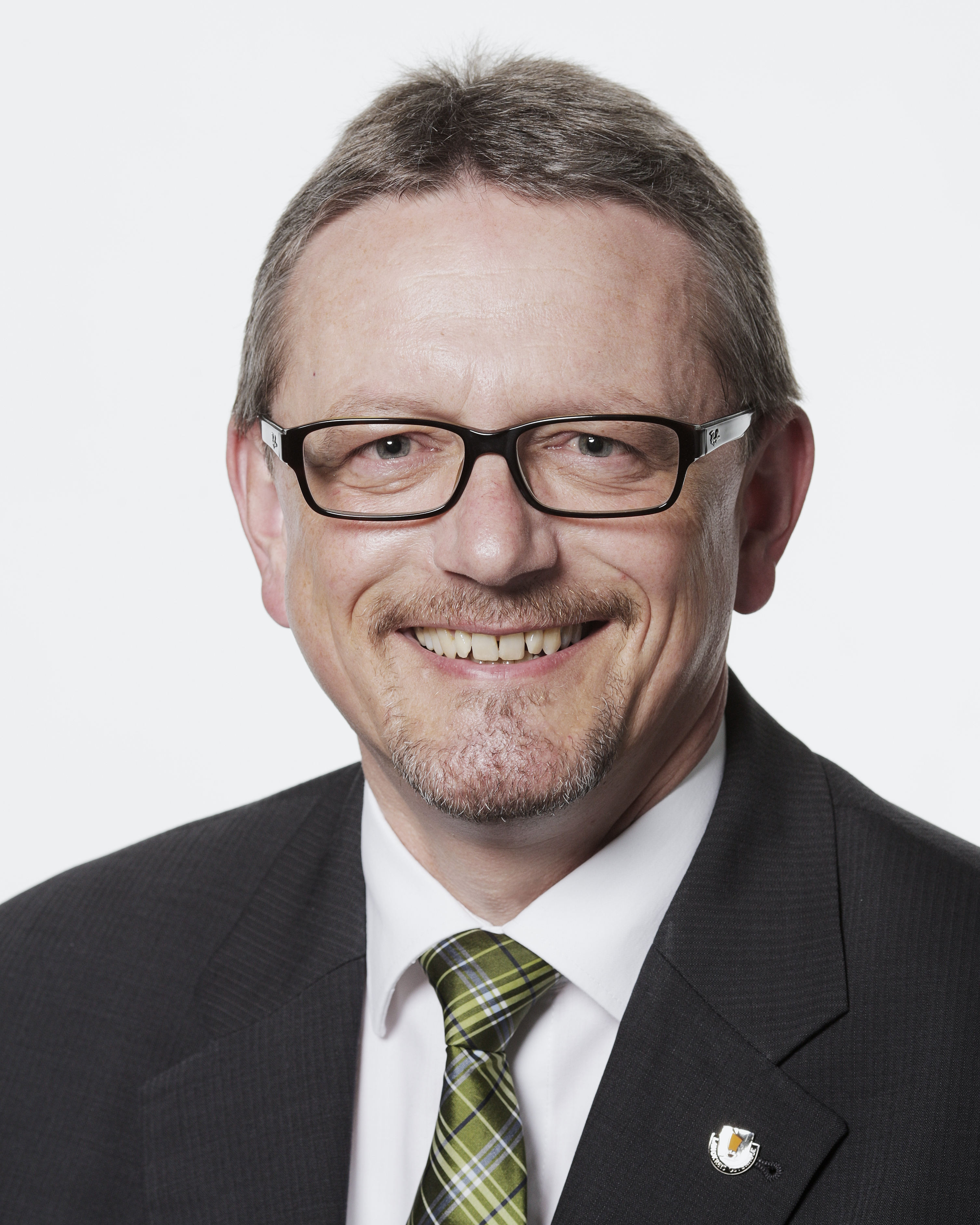
Bernd Lütjen ist seit 2013 Landrat des Landkreises Osterholz.

## Ausbildung und Beruf
Lütjen besuchte in den Jahren 1970 bis 1973 die Grundschule Wallhöfen, von 1973 bis 1975 die Orientierungsstufe Hambergen und von 1975 bis 1982 das Gymnasium Osterholz-Scharmbeck. Nachdem er sein Abitur dort machte, absolvierte er von 1982 bis 1985 eine Ausbildung zum Kreisinspektor-Anwärter beim Landkreis Osterholz. Daneben studierte er an der Fachhochschule für Verwaltung und Rechtspflege in Oldenburg und erhielt einen Abschluss als Dipl.-Verwaltungswirt. Lütjen war nun von 1985 bis 2001 in verschiedenen Funktionen für den Landkreis Osterholz tätig.
Lütjen ist seit 1990 verheiratet. Aus der Ehe gingen drei Kinder hervor, ein Sohn und zwei Töchter.

## Politische Karriere
Lütjen trat im Jahr 1982 in die SPD ein. Von 1996 bis 2001 war er Vorsitzender des SPD-Distriktverbandes Scharmbeckstotel. Des Weiteren gehörte er von 1996 bis 2001 dem Stadtrat von Osterholz-Scharmbeck an und war von 2000 bis 2001 Beisitzer im SPD-Ortsvereinsvorstand Osterholz-Scharmbeck. 2001 wurde er zum Bürgermeister der Samtgemeinde Hambergen gewählt. 2006 erfolgte seine Wiederwahl. Im September 2013 wurde er im ersten Wahlgang mit 56,92 % der abgegebenen Stimmen zum Landrat des Landkreises Osterholz gewählt. 2021 erfolgte seine Wiederwahl. Dabei konnte er sich mit 87,09 % der abgegebenen Stimmen gegenüber seiner Mitbewerberin durchsetzen. Er nimmt unter anderem den Vorsitz des Zweckverband Verkehrsverbund Bremen/Niedersachsen (ZVBN) wahr. Seit dem 13. Mai 2022 ist er Präsident der kommunalen Arbeitgeber in Niedersachsen (KAV Niedersachsen). Bei der Landratswahl 2026 kandidiert er nicht erneut für das Amt.